# Rolandwerft Typ 3
Der Typ 3 der Rolandwerft in Bremen ist ein Küstenmotorschiffstyp, der von 1981 bis 1985 in sechs Einheiten gebaut wurde. 

## Geschichte

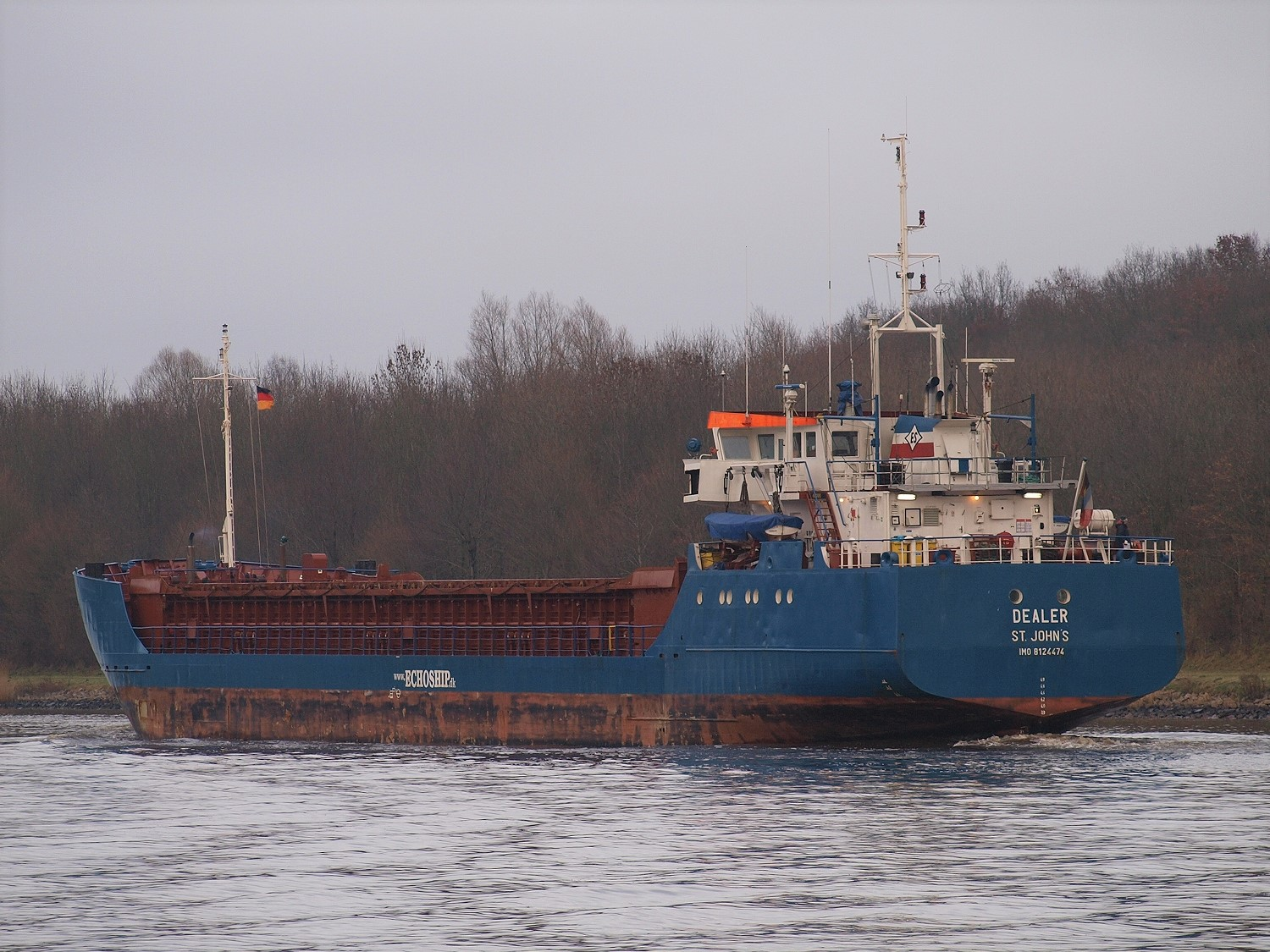
Die Dealer (ehemals Lena-S.)

Am 1. Juli 1972 übernahm Detlef Hegemann die in Konkurs gegangenen Rolandwerft in Bremen-Hemelingen. Der Schiffbau wurde aber erst 1977 mit dem Rolandwerft Typ 0 wieder aufgenommen. Auf der Grundlage des Typ 0 entwickelte die Werft die Typen 1, 2 und 3. Der Typ 3 war eine direkte Weiterentwicklung des Typ 2, der bei gleichen Schiffslinien und nur geringfügig veränderten Abmessungen eine höhere Tragfähigkeit und einen größeren Laderaum aufwies. 
Der rhein- und kanalgängige Küstenmotorschiffstyp ist vorwiegend für den Betrieb in der kleinen Fahrt bis in die Außenreviere verschiedener europäischer Flüsse konzipiert. Die Abmessungen, wie beispielsweise die Höhe der Aufbauten und der Back sind auf die Besonderheiten dieses Einsatzes abgestimmt. Das am 14. März 1981 abgelieferte Typschiff war die Selena. Ihr folgten 1982 die baugleichen Schwesterschiffe Lena-S. und Simone. Die 1984/85 abgelieferten Schiffe Margareta, Danubia und Marman sind rund 3 m länger. 
Am 15. März 2015 lief die Nova D (ehemals Selena) nahe Ereğli auf Grund, nachdem das Löschen der Ladung wegen Sturm unterbrochen und das Schiff den Liegeplatz im Hafen verlassen musste. Der Havarist wurde im März 2014 vor Ort abgebrochen.
Die Margareta wurde 1998 zum Zementfrachter umgebaut und 2004 in Cemfjord umbenannt. Am 3. Januar 2015 kenterte das Schiff auf der Reise von Aalborg nach Runcorn in schwerer See vor den Orkney-Inseln. Es sank einen Tag später im Pentland Firth. Die acht Besatzungsmitglieder blieben vermisst.

## Technik
Der Antrieb der Baureihe besteht aus einem 442 kW leistenden Deutz-Viertakt-Dieselmotor, der über ein Untersetzungsgetriebe auf einen Verstellpropeller wirkt.

## Die Schiffe
| Rolandwerft Typ 3 | Rolandwerft Typ 3 | Rolandwerft Typ 3 | Rolandwerft Typ 3                 | Rolandwerft Typ 3                            | Rolandwerft Typ 3 |
| Bauname           | Bau- nummer       | IMO- Nummer       | Kiellegung Stapellauf Ablieferung | Auftraggeber                                 | Umbenennungen und Verbleib |
| ----------------- | ----------------- | ----------------- | --------------------------------- | -------------------------------------------- | --- |
| Selena            | 110               | 8007078           | 06.06.1980 14.11.1980 14.03.1981  | Amasis Bereederungs GmbH, Haren/Ems          | 1989 Katharina → 1993 Louis Trader → 2004 Molly → 2007 Nova D, am 15. März 2013 bei Ereğli auf Grund gelaufen und 2014 vor Ort abgebrochen. |
| Lena-S.           | 114               | 8124474           | xx.11.1981 03.04.1982 26.06.1982  | Wilhelm Schepers KG, Haren/Ems               | 2001 Dealer → 2011 Hav Sand, so 2023 in Fahrt                                                                                               |
| Simone            | 122               | 8208878           | 10.05.1982 01.10.1982 30.12.1982  | Amasis Bereederungs GmbH, Haren/Ems          | 2004 Piper → 2015 Dante A. → 2017 NS Dante → 2022 Remet, so 2023 in Fahrt                                                                   |
| Margareta         | 126               | 8100686           | 15.02.1984 31.08.1984 30.11.1984  | Thekla Schepers KG, Haren/Ems                | 1998 Umbau zum Zementfrachter → 2004 Cemfjord, am 3. Januar 2015 im Pentland Firth gekentert und danach gesunken                            |
| Danubia           | 129               | 8415653           | 25.05.1984 20.10.1984 31.12.1984  | Gert Boese KG, Duisburg-Ruhrort              | 1997 Albis → 2003 Danubia, seit Oktober 2019 in Świnoujście aufgelegt                                                                       |
| Marman            | 130               | 8420086           | 18.01.1985 29.06.1985 27.12.1985  | Manfred Draxl Schiffsbetriebs GmbH Haren/Ems | 2005 Osa → 2021 Lahta, so 2023 in Fahrt |